# 志村亮
志村 亮（しむら りょう、1966年8月3日 - ）は、日本の元野球選手（投手）。神奈川県平塚市出身。

## 人物・来歴
桐蔭学園高校では2年春に選抜大会に控え投手として出場。報徳学園との1回戦で3番手として登板したが、チームは1対4で敗れた。3年の夏には神奈川県大会決勝で高橋智や大塚義樹らを擁する向上高校と対戦。延長14回の末に一塁への牽制球で最後のアウトを取り、優勝を決めた。選手権大会では初戦の開幕試合で福井商を1失点に、続く2回戦では長崎・海星を無失点に抑えて勝ち進んだが、3回戦では鹿児島商工の増永祐一と投げ合い、8安打2失点で完投したものの0対2で敗れている。また、同校の2学年後輩に関川浩一がいた。
甲子園で好投手として注目を浴び、卒業後は慶應義塾大学に進学。東京六大学野球リーグ戦では、1年生の1985年に立大との春季開幕戦で先発し、完封で56年ぶりとなる新人の初登板初勝利を記録した。同年の秋季リーグ戦では慶大26季ぶりの優勝に貢献し、ベストナインに選ばれている。続く明治神宮大会でも決勝戦で西崎幸広（愛知工大）と投げ合って完投勝利で優勝。2年生で迎えた1986年は春が4勝3敗、秋が1勝3敗と不振に終わったが、翌1987年は鈴木哲とともに先発としてチームを支え、7勝0敗の成績で春季リーグ優勝に貢献し、3季ぶりにベストナインに選ばれた。同年は大学選手権決勝で東北福祉大の上岡良一との投げ合いを3-2で制し、優勝している。
4年生の1988年には春季の対早大戦から秋季の対立大戦にかけて若林忠志のリーグ記録を58年ぶりに更新する5試合連続完封を達成し、さらに対法大戦の6回まで無失点を続けて江尻亮のリーグ記録を24年ぶりに更新する53イニング連続無失点の記録を樹立した。リーグ優勝こそ逃したものの3回目のベストナインに選出され、同年の日米大学野球の代表にも選ばれている。4年間で通算31勝17敗、防御率1.82、295奪三振の成績を残した。
優れた制球力や配球などから即戦力左腕として期待され、数年間にわたって2桁勝利を挙げられるとの評価もありNPBの9球団から誘いを受けたが、自分の目標に到達できたとしてプロ入りは拒否し、気力や体力を活かして開発プロジェクトに参加したいとして不動産会社へ進む事を決めた。同年のドラフトの目玉とされ、プロ入り拒否を宣言してからも大学OBの藤田元司が監督を務める巨人との密約などが噂されたが、どの球団からも指名を受けずに野球部が存在しない三井不動産に入社した。 プロ入りを表明していた場合は複数球団によるドラフト1位での競合が目されていたため「幻のドラフト1位」と呼ばれることもある。三井不動産へ就職してからは、ビルディング事業や分譲住宅の用地取得を手がけていた。2018年現在は、子会社である三井不動産リアルティでソリューション事業本部の部長を務めている。 
2023年、同社の常務取締役となる。
大学卒業後も技術指導員として大学野球部での指導を行ない、三井グループ内での軟式野球大会に参加するなど趣味として野球は続けている。また硬式でもクラブチームのWIEN BASEBALL CLUBを経て、WIEN'94には設立当初から参加し投手として活躍、全日本クラブ野球選手権大会にも出場した。2008年夏から2010年夏まではWIEN'94で監督兼投手となっている。現在は少年野球チームの品濃ヴィクトリーの代表兼監督。この間、東京六大学野球のTV中継では解説を務めている。

## 発言など
インタビューで「高校1年の時の様な地獄の苦しみは二度と味わいたくない」と発言し、聞き手の楊順行は「プロに入ったら少なくとも『地獄』を経験することになるだろう」と記している。また「プロ野球は、実力を試したいとかいう気持ちだけで、入れる世界ではない。大学生になって、段々と現実が見えてきた」「覚悟のない選手が足を踏み入れちゃいけないと、思い切ることができなかった」「父親はプロに行ってほしかったのかなと思うところもありましたが、申し訳ないけど自分の判断で決めさせてもらいました」と振り返っている。

## 出演

### 映画
- レフトフライ（2018年1月13日公開、カエルカフェ、監督：秋原北胤）